# Bombylius dichoptus
Bombylius dichoptus är en tvåvingeart som beskrevs av Hall 1976. Bombylius dichoptus ingår i släktet Bombylius och familjen svävflugor. Inga underarter finns listade i Catalogue of Life.